# Белчешть (Кепушу-Маре, Клуж)
Белчешть, Белчешті (рум. Bălcești) — село у повіті Клуж в Румунії. Входить до складу комуни Кепушу-Маре.
Село розташоване на відстані 344 км на північний захід від Бухареста, 30 км на захід від Клуж-Напоки.

## Населення
За даними перепису населення 2002 року у селі проживали 96 осіб, усі — румуни. Усі жителі села рідною мовою назвали румунську.